# Кокорин, Александр Александрович
Алекса́ндр Алекса́ндрович Коко́рин (фамилия при рождении — Карташо́в; род. 19 марта 1991, Валуйки, Белгородская область) — российский футболист, нападающий кипрского «Ариса». Один из самых скандальных футболистов в России.
Кокорин является выпускником академии «Локомотива», в 2008 году перешёл в «Динамо». Проведя во всех турнирах за команду 131 матч, летом 2013 года перебрался в «Анжи», но через полтора месяца вновь вернулся в «Динамо», так и не сыграв ни одного матча за новый клуб. В январе 2016 года перешёл в «Зенит».
С 2011 по 2017 год выступал в составе сборной России, участник чемпионатов Европы 2012, 2016 годов и чемпионата мира 2014 года, автор самого быстрого гола в современной истории сборной.
В октябре 2018 года был арестован по обвинению в нападении. Впоследствии был признан виновным и провёл в тюрьме около года.

## Ранние годы
Александр Кокорин начал заниматься футболом в родном городе Валуйки под руководством отца. Когда он учился в первом классе, к ним в школу пришёл тренер, который предложил заниматься в футбольной секции. Александр согласился, параллельно занимаясь боксом. На бокс мальчик походил всего 4 месяца, но понял, что футбол ему нравится больше. Тренер в Валуйках одновременно был селекционером в футбольной школе московского «Спартака» (отбирал талантливых игроков), куда и отобрали Кокорина.
В 9 лет Кокорин приехал на просмотр к «красно-белым», где им остались довольны, но не готовы были предоставить жильё. Жильё смог предоставить московский «Локомотив». Там Кокорин провёл шесть лет и за это время был несколько раз признан лучшим нападающим в первенстве спортивных школ Москвы.
Самостоятельным я стал, по сути, с десяти лет, когда остался один в Москве в интернате «Локомотива». Первые два года было очень тяжело. Родители только раз в три месяца приезжали. Потом привык вроде. Одежду сам стирал, мог сообразить покушать. Стипендии хватало только один раз в «Макдоналдс» сходить и всё. Каждый день тренировки. Только и спасало, что друзья вокруг.
— Александр Кокорин

## Клубная карьера

### «Динамо» (Москва)
Перед сезоном 2008 года подписал трёхлетний контракт с московским «Динамо». Клуб испытывал трудности с нападающими, в результате чего 17-летний Кокорин дебютировал в российской премьер-лиге в матче 24-го тура «Динамо» — «Сатурн» (Московская область) и забил гол в матче, выигранном «Динамо» со счётом 2:1, став самым молодым автором гола в том чемпионате.

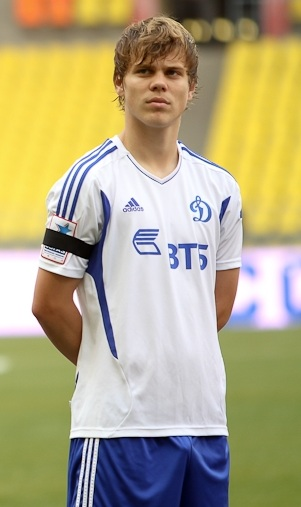
Кокорин в составе «Динамо»

Три тура спустя забил ещё один гол в матче против своего «родного» клуба — московского «Локомотива», и «Динамо» выиграло — 1:0. После матча с «Сатурном» Кокорин играл за основной состав «Динамо» во всех оставшихся 6 матчах чемпионата и после чемпионата наравне с другими игроками «Динамо» получил бронзовую медаль за 3-е место «Динамо». В том же году его признали лучшим нападающим IV Международного юношеского турнира на призы Белорусской федерации футбола.
В сезоне 2009 года впервые вышел на поле во 2-м туре чемпионата России против «Химок» и вновь забил гол. Игра закончилась победой «Динамо» со счётом 3:2. В этом году Александр принял участие уже в 23 матчах чемпионата России и в трёх матчах Кубка России, однако забил те же 2 гола (второй — московскому «Спартаку») и получил три жёлтые карточки.
В 2010 году вышел на поле в 26 матчах за «Динамо», но не забил ни одного гола. Тем не менее, по словам спортивного директора «Динамо» Константина Сарсания, Александр имеет ряд предложений от других клубов, включая «Спартак» и ЦСКА.
В сезоне 2011/2012 Александр впервые вышел на поле в матче шестого тура против «Анжи» и в этом же матче забил первый гол, сравняв счёт, матч закончился вничью 2:2. Всего в чемпионате Кокорин забил пять голов. Помимо этого он забил два гола в кубке России в ворота «Мордовии» и «Анжи». «Динамо» удалось дойти до финала кубка, однако там москвичи уступили «Рубину» 0:1. По итогам 2011 года был признан лучшим молодым футболистом России.
Переговоры с «Динамо» по поводу возможного продления своего контракта, который истекал в конце 2011 года, закончились успешно. В феврале 2011 года игрок подписал новый контракт с «Динамо» сроком на 3,5 года.
В новом сезоне забил три гола в Лиге Европы, поразив ворота «Данди Юнайтед» (в двух матчах) и «Штутгарта». Первый гол в чемпионате забил в рамках шестого тура «Локомотиву», а «Динамо» одержало первую победу в чемпионате. 22 сентября 2012 года в 9-м туре чемпионата в домашней игре против «Амкара» провёл юбилейный 100-й матч в российской Премьер-лиге.

### «Анжи»
3 июля 2013 года на собрании директоров «Динамо» Кокорин заявил, что желает продолжить карьеру в «Анжи». Сумма отступных составила 19 миллионов евро. 10 июля официальный сайт «Анжи» объявил, что Александр присоединится к команде в ближайшие дни. В середине июля Кокорин начал тренировки в составе новой команды. Однако он так и не сыграл за «Анжи» ни одного матча. Почти сразу его вновь начала тревожить старая травма, и спортсмену пришлось отправиться в Германию на лечение. В этот период времени в клубе произошли значительные изменения, и некоторые звёздные игроки были выставлены на продажу. Эта участь постигла и Кокорина.

### Возвращение в «Динамо»

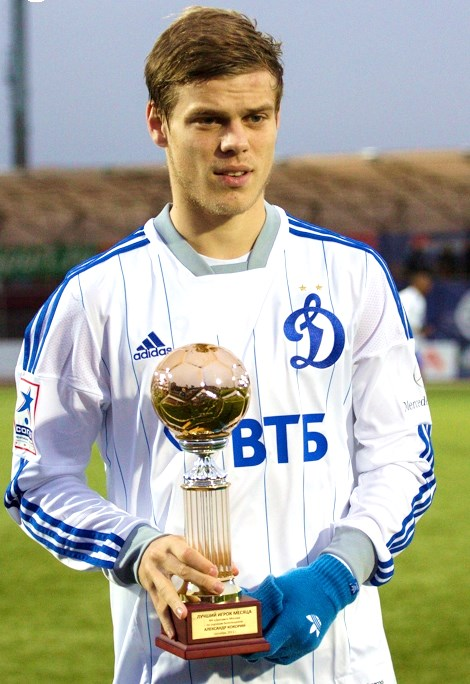
Кокорин с призом Лучшему футболисту сентября 2013 года

16 августа 2013 года Кокорин вернулся в «Динамо». Вместе с ним «Динамо» пополнили Игорь Денисов и Юрий Жирков. По словам Сергея Степашина, председателя наблюдательного совета «Динамо», заработная плата Александра составила 5,5 млн евро в год. 24 августа в матче против «Зенита» впервые вышел на поле после возвращения в «Динамо», заменив во втором тайме Фёдора Смолова. В сентябре 2013 года был признан лучшим игроком клуба по мнению поклонников бело-голубых — на протяжении этого месяца он отметился четырьмя голами и двумя голевыми передачами.
В первом туре сезона 2014/15 Кокорин оформил свой первый хет-трик в карьере — он забил 3 мяча в ворота «Ростова» (7:3). Затем отметился голом в ворота «Спартака». В 9-м туре Александр поразил ворота «Кубани». В 13-м туре его единственный гол принёс победу «Динамо» над ЦСКА. В следующем туре Кокорин забил гол «Тереку». После зимнего перерыва у Александра началась голевая засуха, он перестал попадать в стартовый состав. Единственный гол в 2015 году Кокорин забил в ворота «Ростова».
Летом 2015 года Кокорин был назначен капитаном команды, сменив на этом посту Кевина Кураньи. В первом же матче сезона Александр поразил ворота «Зенита». До закрытия летнего трансферного окна было объявлено, что интерес к форварду проявляют петербургский «Зенит», английские «Манчестер Юнайтед» и «Тоттенхэм», а также французский «ПСЖ». 21 августа Александр забил гол в ворота «Терека», однако в этом же матче грубо нарушил правила на полузащитнике Варкене, в результате чего был удалён с поля и получил двухматчевую дисквалификацию. Из за дисквалификации и полученной травмы Кокорин не часто выходил на поле, однако в октябре сумел отличиться забитыми мячами в ворота «Амкара» и «Спартака».

### «Зенит»
30 января 2016 года официальный сайт петербургского «Зенита» объявил о том, что Кокорин и его одноклубник Юрий Жирков продолжат карьеру в составе «сине-бело-голубых». У «Динамо» было предложение и от лондонского «Арсенала», но оно не устроило московский клуб. Зарплата нападающего в новой команде составила 3,3 миллиона евро в год.
9 апреля 2016 года Кокорин в матче с «Амкаром» забил свой первый мяч за петербургский клуб. 5 июля 2016 года Кокорин был переведён в «Зенит-2» за то, что появился на вечеринке в Монте-Карло. Руководство клуба сочло такое поведение «возмутительным и недопустимым». 25 ноября занял второе место в голосовании за лучшего игрока недели в Лиге Европы. За российского форварда проголосовали 11 % болельщиков. Первые полтора сезона в «Зените» Александр провёл неудачно: его результативность была низкой, а уровень игры часто получал критические отзывы. 8 апреля 2017 года гол Кокорина позволил «Зениту» уйти от поражения в матче 22-го тура с «Анжи» (1:1).

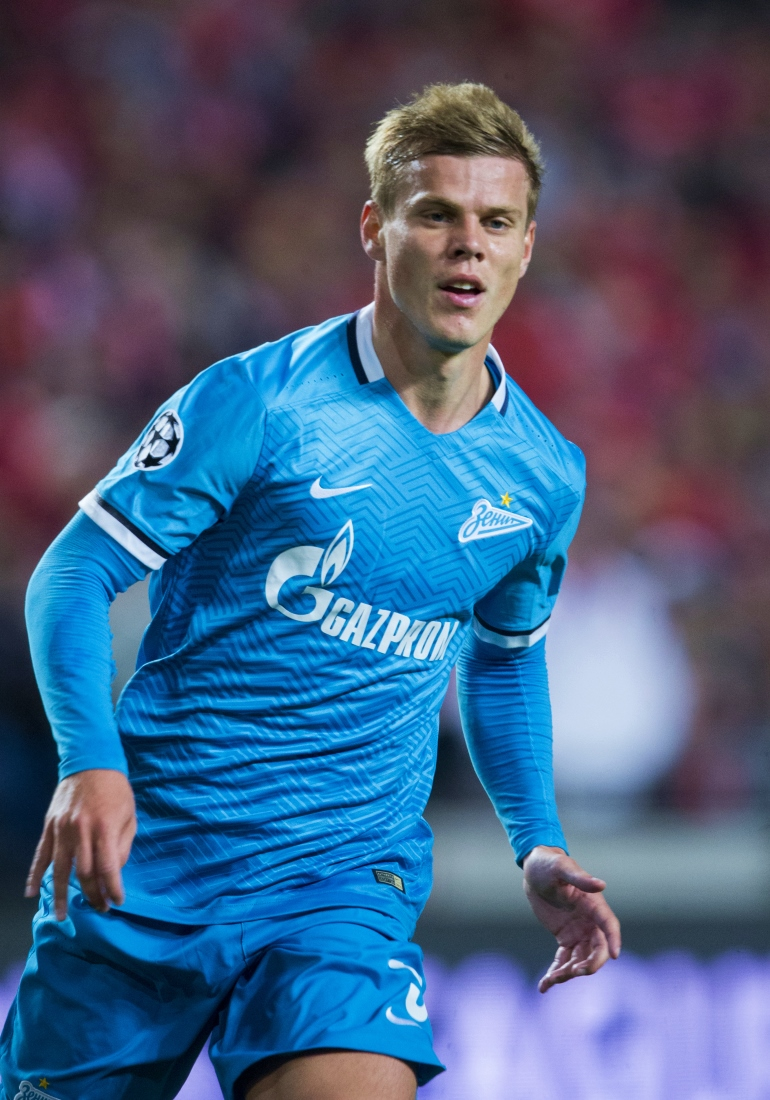
Кокорин в составе «Зенита»

Перед началом сезона 2017/18 главный тренер «Зенита» Роберто Манчини поставил перед Кокориным и Дзюбой задачу забить не меньше 35 мячей на двоих. В первых четырёх матчах «Зенита» Александр отметился результативным действием (3 гола и голевой пас). Подобного нападающему не удавалось с осени 2013 года, когда он отметился результативными действиями в трёх матчах подряд. 13 августа в домашней игре с грозненским «Ахматом» нападающий забил 1100-й мяч петербургского клуба в РФПЛ. 24 августа 2017 года Александр оформил дубль в ответном матче 4-го отборочного раунда Лиги Европы против «Утрехта» (2:1). 14 сентября оформил дубль в матче 1-го группового турнира Лиги Европы против «Вардара» (5:0). 28 сентября оформил дубль в матче группового этапа Лиги Европы с «Реал Сосьедадом» (3:1). Это был его третий дубль в текущем розыгрыше турнира. 29 сентября был признан лучшим игроком 2-й игровой недели в Лиге Европы. В голосовании на сайте УЕФА форвард набрал 39 % голосов. 2 ноября гол Александра на последних секундах помог «Зениту» избежать поражения в рамках 4-го тура групповой стадии Лиги Европы с «Русенборгом» (1:1). 11 декабря не сумел забить гол грозненскому «Ахмату» (0:0), промахнувшись по пустым воротам. Мяч отскочил к Кокорину после отскока от перекладины, до линии ворот было около метра, но россиянин отправил мяч выше цели. Испанская газета Marca назвала этот момент промахом года. Кокорин вместе с Фёдором Смоловым («Краснодар») и Квинси Промесом («Спартак») с десятью забитыми голами ушли на зимний перерыв лучшими бомбардирами чемпионата. 15 марта 2018 года Кокорин получил травму крестообразной связки и выбыл до конца сезона. Травма помешала нападающему принять участие в чемпионате мира в России. В июне попал в десятку самых запрашиваемых российских футболистов в Рунете. Согласно данным Яндекса имя форварда с июля 2017 года по апрель 2018 года запрашивалось 0,31 миллион раз. По итогам сезона Кокорин стал вторым в голосовании болельщиков за звание лучшего игрока петербургской команды в сезоне.
22 августа вернулся к тренировкам в общей группе «сине-бело-голубых». 23 сентября впервые появился на поле в официальном матче после травмы. Во встрече с московским «Локомотивом» (5:3) он заменил форварда Себастьяна Дриусси на 90-й минуте. 26 сентября забил первый гол после травмы в матче 1/16 финала Кубка России против «Волгаря» (4:0). 10 октября в СМИ появлялась информация, что «Зенит» может разорвать контракт с игроком из-за инцидента с избиением нескольких человек в центре Москвы. Ранее клуб выпустил официальное заявление, в котором назвал поведение Кокорина отвратительным. Срок действия контракта Кокорина с «Зенитом» истёк 30 июня 2019 года.
17 сентября 2019 года Кокорин был выпущен из-под стражи и в этот же день заключил новый контракт с «Зенитом». Петербургский клуб подал заявление на дозаявку Кокорина на чемпионат России 2019/20, но 20 сентября РФС отказал в удовлетворении заявления, мотивировав это тем, что 16 сентября, в последний день подачи документов на дозаявку, футболист не находился в расположении клуба. Таким образом Кокорин должен был выступать за «Зенит» только с января 2020 года. В начале января Малком и Александр отправились в ОАЭ на дополнительный индивидуальный сбор. В то же время главный тренер «Фейеноорда» Дик Адвокат рассказал, что его клуб хотел арендовать Кокорина. 21 января «Сочи» объявил об аренде нападающего. При этом Сергей Семак явно дал понять, что против ухода форварда — и тренер даже доверил Александру капитанскую повязку в товарищеском матче с «Аль-Увайнахом». Кокорин забил три мяча за тайм, но это его не спасло — на следующий день Александр Медведев подтвердил, что клубы договорились об аренде.
Кокорин, несмотря на договорённости, отказался переходить в южный клуб и за это был переведён во вторую команду. Позже владелец «Сочи» Борис Ротенберг заявил, что смог уговорить форварда перейти в команду с берегов Чёрного моря до конца сезона.

#### Аренда в «Сочи»
17 февраля 2020 года всё-таки стал игроком «Сочи». Зарплата футболиста в его новом клубе составила около 2 миллионов рублей в месяц. Кокорина показали болельщикам в товарищеском матче против московского «Динамо», в котором Кокорин сделал дубль. Свой первый официальный гол за сочинский клуб Кокорин забил в первом же официальном матче — против тульского «Арсенала». Несмотря на критику руководства «Зенита», в мае 2020 года Кокорин переподписывает действующее соглашение с «Зенитом», чтобы игрок смог выполнить арендное соглашение и доиграть сезон в сочинской команде. 19 июня 2020 года в матче с ФК «Ростов» (10:1) отметился хет-триком, благодаря которому вошёл в клуб Григория Федотова. По окончании аренды «Сочи» предложил пребывавшему в статусе свободного агента игроку заработную плату в размере 1,5 миллиона евро в год + бонусы на ту же сумму. Игрок от предложения отказался.

### «Спартак» (Москва)
Никогда не перейду в «Спартак». Но это с детства у меня на него обида, поэтому красно-белую футболку никогда не надену.
2 августа 2020 года официальный сайт московского «Спартака» объявил о переходе Кокорина на правах свободного агента, с которым был подписан долгосрочный контракт по схеме «3+1». В договоре также присутствовал пункт о возвращении 30-40 % от подъёмных, если игрок не забьёт 10 голов за сезон. Ранее футболист говорил, что никогда не наденет красно-белую футболку после неудачного просмотра в «Спартаке» в 2000 году. Когда ему напомнили его слова о невозможности перехода в «Спартак», то заявил, что, наверное, было глупо так говорить.
Также интерес к футболисту проявлял московский «Локомотив», однако потенциальную сделку заблокировал трансферный комитет клуба. К игроку также была предметная заинтересованность со стороны «Рубина», «Ромы» и «Галатасарая». В этот же день провёл первую тренировку с командой.
8 августа 2020 года, на предматчевой тренировке команды получил травму берцовой кости. Он пропустил стартовые матчи с «Сочи» (2:2), «Ахматом» (2:0), «Уфой» (1:1), «Локомотивом» (2:1), «Ротором» (1:0) и «Арсеналом» (2:1). 20 августа появилась информация, что Кокорин не сумеет выйти на поле за «Спартак» до паузы на матчи сборных, которые прошли в начале сентября. Александр дебютировал за «Спартак» 13 сентября 2020 в гостевом матче 7-го тура против ЦСКА, вышел на поле во втором тайме на 56-й минуте матча при счёте 2:1 в пользу ЦСКА и результативными действиями не отметился. 26 сентября 2020 года, во время гостевого матча 9-го тура с «Тамбовом» (2:0), Кокорин по ходу первого тайма почувствовал небольшой дискомфорт, обследование показало, что есть небольшая мышечная травма, из-за которой он пропустил домашний матч 10-го тура против своей бывшей команды — петербургского «Зенита» (1:1). Первый мяч за «Спартак» забил 17 октября в гостевом матче 11-го тура чемпионата России против подмосковных «Химок» (3:2), реализовав пенальти на 58-й минуте матча. 29 ноября 2020 года в домашнем матче 16-го тура чемпионата России против «Ротора» (2:0) на 15-й минуте заработал пенальти и сам же его реализовал.

### «Фиорентина»
21 января 2021 года появилась информация о согласовании перехода Кокорина в итальянскую «Фиорентину», подписание контракта запланировано на 26 января, после медобследования. В этот же день, 21 января, Кокорин покинул расположение «Спартака» и на сайте команды было объявлено о договорённости с «Фиорентиной» о переходе. По данным СМИ, сумма трансфера составила 5 миллионов евро. В новом клубе выбрал себе 91-й игровой номер. 26 января 2021 года, после успешного прохождения медицинского осмотра, заключил контракт с «фиалками». По соглашению форвард зарабатывал 1,8 миллиона евро в год и занимал третье место в зарплатной ведомости клуба. 5 февраля 2021 года дебютировал за «Фиорентину» в домашнем матче 21-го тура чемпионата Италии против «Интернационале» (0:2), выйдя на замену на 73-й минуте вместо Душана Влаховича. В начале марта клуб объявил, что во время матча 25-го тура с «Ромой» (1:2) футболист усугубил травму прямой мышцы бедра левой ноги и покинул расположение команды, чтобы пройти курс лечения в Риме. Только спустя два с половиной месяца россиянин вернулся на поле, выйдя на замену в матче заключительного, 38-го тура итальянской Серии А с «Кротоне» (0:0). В течение сезона Кокорин подвергался резкой критике в соцсетях — фанаты «фиалок» были в ярости, а болельщики других команд шутили над «топ-приобретением» клуба из Флоренции. За 4 матча сезона форвард ни разу не пробил по воротам, не отдал ни одного паса под удар.
В сезоне 2021/22 россиянин принял участие в шести матчах Серии А и не отметился результативными действиями. Во всех встречах игрок выходил на замену, самым ранним оказалось его появление на поле на 73-й минуте игры с «Торино» (0:4). В октябре 2021 года стало известно, что Кокорин получил лёгкую травму, а именно перенапряжение мышц.

### Аренда и переход в «Арис»
31 августа 2022 года на правах аренды перешёл в лимасольский «Арис» до конца сезона 2022/23. Дебютировал 2 сентября 2022 года в матче против «Олимпиакоса» (Никосия) и сразу отметился голевой передачей. 15 сентября забил первый гол в матче против «Кармиотиссы Полемидион» (1:2), этот мяч стал для Кокорина первым за 655 дней. По итогам чемпионата забил 13 мячей и был признан лучшим игроком сезона 2022/2023, а также стал с командой чемпионом Кипра.
Летом 2023 года футболист начинал сезон в итальянской «Фиорентине», однако, сыграв лишь один матч в Лиге конференций, в сентябре 2023 года вернулся в «Арис» на правах годичной аренды.
Был признан лучшим футболистом Кипра в 2023 году по версии местного Союза спортивных журналистов.
18 февраля 2024 года Кокорин забил самый быстрый мяч в истории чемпионата Кипра — на 12-й секунде в матче против клуба АЕЛ, а на 6-й минуте забил ещё один мяч, оформив дубль.
9 мая 2024 года Кокорин подписал постоянный контракт с «Арисом» на один год, вступающий в действие с 1 июля, когда истечёт соглашение с «Фиорентиной».

## Карьера в сборной

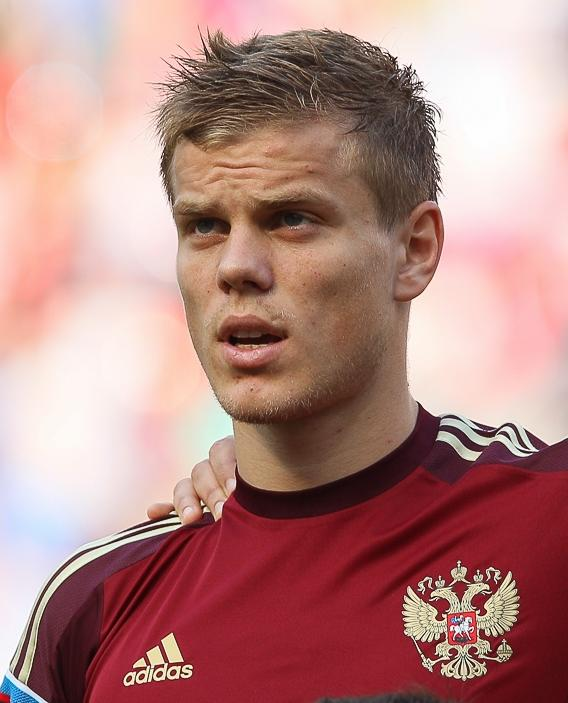
Кокорин в сборной России

С 2009 года Кокорин выступал за молодёжную сборную России. Принимал участие в отборочных играх на молодёжные чемпионаты Европы 2011 и 2013 годов, забил в них семь голов.
В октябре 2011 года своей игрой Кокорин заслужил вызов в главную сборную России на товарищеский матч с командой Греции, в котором состоялся его дебют в сборной. Вместе со сборной Александр отправился на Евро-2012, где в первом матче против Чехии вышел на замену. После этого он получил травму и на поле не появлялся, а сборная России не преодолела групповой этап. Был вызван на отборочные матчи чемпионата мира 2014 и в матче с Северной Ирландией заработал пенальти, который реализовал Роман Широков.
11 сентября 2012 года в отборочном матче к чемпионату мира 2014, против сборной Израиля, Кокорин забил свой первый гол за сборную. 6 сентября 2013 года Александр забил самый быстрый гол в истории сборной, поразив ворота сборной Люксембурга уже на 21-й секунде.
На чемпионате мира 2014 года в Бразилии провёл в составе сборной три игры и забил один гол в ворота сборной Алжира — матч завершился со счётом 1:1, а сборная из группы не вышла, так как ничья с Алжиром выводила именно алжирцев.
На чемпионате Европы 2016 года Кокорин забитыми голами не отметился, а чемпионат мира 2018 года пропустил из-за травмы крестообразных связок, полученной 15 марта 2018 года в ответном матче 1/8 финала Лиги Европы УЕФА против «РБ Лейпцига». В дальнейшем в сборную не вызывался.

## Достижения

### Командные
«Динамо» Москва
- Бронзовый призёр чемпионата России: 2008

«Зенит»
- Чемпион России: 2018/19
- Обладатель Кубка России: 2015/16
- Обладатель Суперкубка России: 2016
- Бронзовый призёр чемпионата России: 2015/16, 2016/17

«Арис»
- Чемпион Кипра: 2022/23

Итого: 4 трофея

### Личные
- Лучший игрок чемпионата Кипра: 2022/23[92]
- Член Клуба 100 российских бомбардиров (2020 год)[93][94]
- Член Клуба Григория Федотова
- Лучший молодой футболист российской премьер-лиги (лауреат премии «Первая пятёрка»[95]): 2011[96]
- Автор самого быстрого гола в истории сборной России: на 19-й секунде в матче против сборной Люксембурга 6 сентября 2013 года[97]
- В списке 33 лучших футболистов чемпионата России (3): № 1 (2012/13, 2013/14, 2017/18)
- Победитель премии «Золотая урна», вручаемой в Серии А (приз Calciobidone), номинация Jolly (с итальянского «шут»)[98][99]

## Статистика выступлений

### Клубная
| Выступление      | Выступление      | Выступление      | Лига | Лига | Кубок | Кубок | Еврокубки | Еврокубки | Другие | Другие | Итого | Итого |
| Клуб             | Лига             | Сезон            | Игры | Голы | Игры  | Голы  | Игры      | Голы      | Игры   | Голы   | Игры  | Голы  |
| ---------------- | ---------------- | ---------------- | ---- | ---- | ----- | ----- | --------- | --------- | ------ | ------ | ----- | ----- |
| Динамо (Москва)  | Премьер-лига     | 2008             | 7    | 2    | 0     | 0     | —         | —         | —      | —      | 7     | 2     |
| Динамо (Москва)  | Премьер-лига     | 2009             | 24   | 2    | 3     | 0     | 4         | 1         | —      | —      | 31    | 3     |
| Динамо (Москва)  | Премьер-лига     | 2010             | 24   | 0    | 2     | 0     | —         | —         | —      | —      | 26    | 0     |
| Динамо (Москва)  | Премьер-лига     | 2011/12          | 37   | 5    | 4     | 2     | —         | —         | —      | —      | 41    | 7     |
| Динамо (Москва)  | Премьер-лига     | 2012/13          | 22   | 10   | 1     | 0     | 3         | 3         | —      | —      | 26    | 13    |
| Динамо (Москва)  | Премьер-лига     | 2013/14          | 22   | 10   | 1     | 0     | —         | —         | —      | —      | 23    | 10    |
| Динамо (Москва)  | Премьер-лига     | 2014/15          | 27   | 8    | 1     | 0     | 11        | 2         | —      | —      | 39    | 10    |
| Динамо (Москва)  | Премьер-лига     | 2015/16          | 8    | 4    | 2     | 1     | —         | —         | —      | —      | 10    | 5     |
| Динамо (Москва)  | Итого            | Итого            | 171  | 41   | 14    | 3     | 18        | 6         | 0      | 0      | 203   | 50    |
| Анжи             | Премьер-лига     | 2013/14          | 0    | 0    | 0     | 0     | 0         | 0         | —      | —      | 0     | 0     |
| Анжи             | Итого            | Итого            | 0    | 0    | 0     | 0     | 0         | 0         | 0      | 0      | 0     | 0     |
| Зенит (СПб)      | Премьер-лига     | 2015/16          | 10   | 2    | 2     | 1     | 2         | 0         | 0      | 0      | 14    | 3     |
| Зенит (СПб)      | Премьер-лига     | 2016/17          | 27   | 5    | 2     | 1     | 8         | 4         | 1      | 0      | 38    | 10    |
| Зенит (СПб)      | Премьер-лига     | 2017/18          | 22   | 10   | 0     | 0     | 13        | 9         | —      | —      | 35    | 19    |
| Зенит (СПб)      | Премьер-лига     | 2018/19          | 3    | 0    | 1     | 1     | 1         | 1         | —      | —      | 5     | 2     |
| Зенит (СПб)      | Итого            | Итого            | 62   | 17   | 5     | 3     | 24        | 14        | 1      | 0      | 92    | 34    |
| → Сочи           | Премьер-лига     | 2019/20          | 10   | 7    | 0     | 0     | —         | —         | —      | —      | 10    | 7     |
| → Сочи           | Итого            | Итого            | 10   | 7    | 0     | 0     | 0         | 0         | 0      | 0      | 10    | 7     |
| Спартак (Москва) | Премьер-лига     | 2020/21          | 8    | 2    | 2     | 0     | —         | —         | —      | —      | 10    | 2     |
| Спартак (Москва) | Итого            | Итого            | 8    | 2    | 2     | 0     | 0         | 0         | 0      | 0      | 10    | 2     |
| Фиорентина       | Серия А          | 2020/21          | 4    | 0    | 0     | 0     | —         | —         | —      | —      | 4     | 0     |
| Фиорентина       | Серия А          | 2021/22          | 6    | 0    | 1     | 0     | —         | —         | —      | —      | 7     | 0     |
| Фиорентина       | Серия А          | 2023/24          | 0    | 0    | 0     | 0     | 1         | 0         | —      | —      | 1     | 0     |
| Фиорентина       | Итого            | Итого            | 10   | 0    | 1     | 0     | 1         | 0         | 0      | 0      | 12    | 0     |
| Арис (Лимасол)   | Первый дивизион  | → 2022/23        | 29   | 13   | 1     | 0     | 0         | 0         | —      | —      | 30    | 13    |
| Арис (Лимасол)   | Первый дивизион  | → 2023/24        | 24   | 7    | 3     | 0     | 5         | 2         | 0      | 0      | 32    | 9     |
| Арис (Лимасол)   | Первый дивизион  | 2024/25          | 28   | 10   | 2     | 1     | —         | —         | —      | —      | 30    | 11    |
| Арис (Лимасол)   | Первый дивизион  | 2025/26          | 0    | 0    | 0     | 0     | 4         | 0         | —      | —      | 4     | 0     |
| Арис (Лимасол)   | Итого            | Итого            | 81   | 30   | 6     | 1     | 9         | 2         | 0      | 0      | 96    | 33    |
| Всего за карьеру | Всего за карьеру | Всего за карьеру | 342  | 97   | 28    | 7     | 52        | 22        | 1      | 0      | 423   | 126   |

### Выступления за сборную
| Год   | Отборочные матчи ЧМ | Отборочные матчи ЧМ | Финальные матчи ЧМ | Финальные матчи ЧМ | Отборочные матчи ЧЕ | Отборочные матчи ЧЕ | Финальные матчи ЧЕ | Финальные матчи ЧЕ | Товарищеские матчи | Товарищеские матчи | Всего | Всего |
| Год   | Игры                | Голы                | Игры               | Голы               | Игры                | Голы                | Игры               | Голы               | Игры               | Голы               | Игры  | Голы  |
| ----- | ------------------- | ------------------- | ------------------ | ------------------ | ------------------- | ------------------- | ------------------ | ------------------ | ------------------ | ------------------ | ----- | ----- |
| 2011  | 0                   | 0                   | 0                  | 0                  | 0                   | 0                   | 0                  | 0                  | 1                  | 0                  | 1     | 0     |
| 2012  | 4                   | 1                   | 0                  | 0                  | 0                   | 0                   | 1                  | 0                  | 5                  | 0                  | 10    | 1     |
| 2013  | 4                   | 3                   | 0                  | 0                  | 0                   | 0                   | 0                  | 0                  | 2                  | 0                  | 6     | 3     |
| 2014  | 0                   | 0                   | 3                  | 1                  | 3                   | 1                   | 0                  | 0                  | 5                  | 1                  | 11    | 3     |
| 2015  | 0                   | 0                   | 0                  | 0                  | 6                   | 2                   | 0                  | 0                  | 1                  | 1                  | 7     | 3     |
| 2016  | 0                   | 0                   | 0                  | 0                  | 0                   | 0                   | 3                  | 0                  | 5                  | 2                  | 8     | 2     |
| 2017  | 0                   | 0                   | 0                  | 0                  | 0                   | 0                   | 0                  | 0                  | 4                  | 0                  | 4     | 0     |
| Всего | 8                   | 4                   | 3                  | 1                  | 9                   | 3                   | 4                  | 0                  | 23                 | 4                  | 47    | 12    |

| Матчи и голы Кокорина за сборную России | Матчи и голы Кокорина за сборную России | Матчи и голы Кокорина за сборную России | Матчи и голы Кокорина за сборную России | Матчи и голы Кокорина за сборную России | Матчи и голы Кокорина за сборную России | Матчи и голы Кокорина за сборную России |
| №                                       | Дата                                    | Оппонент                                | Счёт                                    | Голы                                    | Турнир                                  |                                         |
| --------------------------------------- | --------------------------------------- | --------------------------------------- | --------------------------------------- | --------------------------------------- | --------------------------------------- | --------------------------------------- |
| 1                                       | 11 ноября 2011                          | Греция                                  | 1:1                                     | —                                       | Товарищеский матч                       |                                         |
| 2                                       | 29 февраля 2012                         | Дания                                   | 2:0                                     | —                                       | Товарищеский матч                       |                                         |
| 3                                       | 25 мая 2012                             | Уругвай                                 | 1:1                                     | —                                       | Товарищеский матч                       |                                         |
| н/о                                     | 29 мая 2012                             | Литва                                   | 0:0                                     | —                                       | Товарищеский матч                       |                                         |
| 4                                       | 1 июня 2012                             | Италия                                  | 3:0                                     | —                                       | Товарищеский матч                       |                                         |
| 5                                       | 8 июня 2012                             | Чехия                                   | 4:1                                     | —                                       | Финальные матчи ЧЕ-2012                 |                                         |
| 6                                       | 15 августа 2012                         | Кот-д’Ивуар                             | 1:1                                     | —                                       | Товарищеский матч                       |                                         |
| 7                                       | 7 сентября 2012                         | Северная Ирландия                       | 2:0                                     | —                                       | Отборочные матчи ЧМ-2014                |                                         |
| 8                                       | 11 сентября 2012                        | Израиль                                 | 4:0                                     | 1                                       | Отборочные матчи ЧМ-2014                |                                         |
| 9                                       | 12 октября 2012                         | Португалия                              | 1:0                                     | —                                       | Отборочные матчи ЧМ-2014                |                                         |
| 10                                      | 16 октября 2012                         | Азербайджан                             | 1:0                                     | —                                       | Отборочные матчи ЧМ-2014                |                                         |
| 11                                      | 14 ноября 2012                          | США                                     | 2:2                                     | —                                       | Товарищеский матч                       |                                         |
| 12                                      | 25 марта 2013                           | Бразилия                                | 1:1                                     | —                                       | Товарищеский матч                       |                                         |
| 13                                      | 6 сентября 2013                         | Люксембург                              | 4:1                                     | 2                                       | Отборочные матчи ЧМ-2014                |                                         |
| 14                                      | 10 сентября 2013                        | Израиль                                 | 3:1                                     | 1                                       | Отборочные матчи ЧМ-2014                |                                         |
| 15                                      | 11 октября 2013                         | Люксембург                              | 4:0                                     | —                                       | Отборочные матчи ЧМ-2014                |                                         |
| 16                                      | 15 октября 2013                         | Азербайджан                             | 1:1                                     | —                                       | Отборочные матчи ЧМ-2014                |                                         |
| 17                                      | 15 ноября 2013                          | Сербия                                  | 1:1                                     | —                                       | Товарищеский матч                       |                                         |
| 18                                      | 5 марта 2014                            | Армения                                 | 2:0                                     | 1                                       | Товарищеский матч                       |                                         |
| 19                                      | 26 мая 2014                             | Словакия                                | 1:0                                     | —                                       | Товарищеский матч                       |                                         |
| 20                                      | 31 мая 2014                             | Норвегия                                | 1:1                                     | —                                       | Товарищеский матч                       |                                         |
| 21                                      | 6 июня 2014                             | Марокко                                 | 2:0                                     | —                                       | Товарищеский матч                       |                                         |
| 22                                      | 17 июня 2014                            | Республика Корея                        | 1:1                                     | —                                       | Финальные матчи ЧМ-2014                 |                                         |
| 23                                      | 22 июня 2014                            | Бельгия                                 | 0:1                                     | —                                       | Финальные матчи ЧМ-2014                 |                                         |
| 24                                      | 26 июня 2014                            | Алжир                                   | 1:1                                     | 1                                       | Финальные матчи ЧМ-2014                 |                                         |
| 25                                      | 8 сентября 2014                         | Лихтенштейн                             | 4:0                                     | —                                       | Отборочные матчи ЧЕ-2016                |                                         |
| 26                                      | 9 октября 2014                          | Швеция                                  | 1:1                                     | 1                                       | Отборочные матчи ЧЕ-2016                |                                         |
| 27                                      | 15 ноября 2014                          | Австрия                                 | 0:1                                     | —                                       | Отборочные матчи ЧЕ-2016                |                                         |
| 28                                      | 18 ноября 2014                          | Венгрия                                 | 2:1                                     | —                                       | Товарищеский матч                       |                                         |
| 29                                      | 27 марта 2015                           | Черногория                              | 3:0                                     | —                                       | Отборочные матчи ЧЕ-2016                |                                         |
| 30                                      | 7 июня 2015                             | Беларусь                                | 4:2                                     | 1                                       | Товарищеский матч                       |                                         |
| 31                                      | 14 июня 2015                            | Австрия                                 | 0:1                                     | —                                       | Отборочные матчи ЧЕ-2016                |                                         |
| 32                                      | 5 сентября 2015                         | Швеция                                  | 1:0                                     | —                                       | Отборочные матчи ЧЕ-2016                |                                         |
| 33                                      | 8 сентября 2015                         | Лихтенштейн                             | 7:0                                     | 1                                       | Отборочные матчи ЧЕ-2016                |                                         |
| 34                                      | 9 октября 2015                          | Молдова                                 | 2:1                                     | —                                       | Отборочные матчи ЧЕ-2016                |                                         |
| 35                                      | 12 октября 2015                         | Черногория                              | 2:0                                     | 1                                       | Отборочные матчи ЧЕ-2016                |                                         |
| 36                                      | 29 марта 2016                           | Франция                                 | 2:4                                     | 1                                       | Товарищеский матч                       |                                         |
| 37                                      | 1 июня 2016                             | Чехия                                   | 1:2                                     | 1                                       | Товарищеский матч                       |                                         |
| 38                                      | 5 июня 2016                             | Сербия                                  | 1:1                                     | —                                       | Товарищеский матч                       |                                         |
| 39                                      | 11 июня 2016                            | Англия                                  | 1:1                                     | —                                       | Финальные матчи ЧЕ-2016                 |                                         |
| 40                                      | 15 июня 2016                            | Словакия                                | 1:2                                     | —                                       | Финальные матчи ЧЕ-2016                 |                                         |
| 41                                      | 20 июня 2016                            | Уэльс                                   | 0:3                                     | —                                       | Финальные матчи ЧЕ-2016                 |                                         |
| 42                                      | 10 ноября 2016                          | Катар                                   | 1:2                                     | —                                       | Товарищеский матч                       |                                         |
| 43                                      | 15 ноября 2016                          | Румыния                                 | 1:0                                     | —                                       | Товарищеский матч                       |                                         |
| 44                                      | 7 октября 2017                          | Республика Корея                        | 4:2                                     | —                                       | Товарищеский матч                       |                                         |
| 45                                      | 10 октября 2017                         | Иран                                    | 1:1                                     | —                                       | Товарищеский матч                       |                                         |
| 46                                      | 11 ноября 2017                          | Аргентина                               | 0:1                                     | —                                       | Товарищеский матч                       |                                         |
| 47                                      | 14 ноября 2017                          | Испания                                 | 3:3                                     | —                                       | Товарищеский матч                       |                                         |

Итого: 47 матчей / 12 голов; 23 победы, 15 ничьих, 9 поражений.

## Личная жизнь
Отчим — Кирилл Алексеевич Логинов, являлся агентом Кокорина. Мать — Светлана Фёдоровна Кокорина, индивидуальный предприниматель, занимается торговлей. Младший брат — Кирилл (род. 1999).
С 2014 года состоял в отношениях с Дарьей Валитовой, певицей, работающей под творческим псевдонимом Амели. 4 июня 2017 года у пары родился сын Майкл. В декабре 2021 года Валитова объявила о расставании с Кокориным, заявив, что это произошло достаточно давно.

## Скандалы

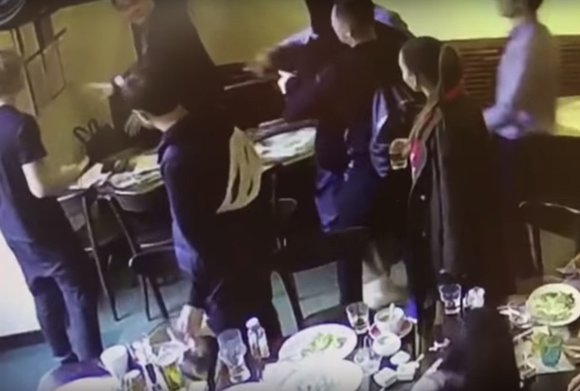
Кадры драки Мамаева и Кокорина с чиновниками Минпромторга

В декабре 2012 года Кокорин и Мамаев, отдыхая в Майами, выложили в социальные сети фотографии с их отдыха, на которых был явный намёк на интимные отношения между футболистами. Некоторые фотографии обнимающихся, целующихся и лежащих в ванне мужчин были подписаны словами «Люблю его». По утверждению Кокорина, всё было шуткой, а фотографии были сделаны девушками футболистов.
Летом 2013 года появилась неподтверждённая информация о том, что на самом деле Александр Кокорин 1989 года рождения, а не 1991 года. Первым озвучил это Александр Бубнов. Позже эти слухи подтвердил Артём Хачатурян, бывший скаут «Спартака» и «Монако»:

«Он однозначно 89 года рождения, а не 91. Такие подозрения были ещё, когда он играл за юношей. А позже получилось так: был парень, который играл в „Спартаке“, а потом у нас в „Квазаре“. Его друг — одноклассник Кокорина. Когда была эта шумиха про Кокорина в футбольных кругах, мы спросили одноклассника — правда, что Кокорин 91-го? Тот посмеялся и сказал, что нет. Сейчас 22-летним Кокориным все восхищаются. Но в этом году ему уже исполнилось 24. Он переписанный», — уверяет скаут.

По словам самого Кокорина от января 2013 года, его в детстве неоднократно дразнили «мазаным» и «переписанным», однако он уверял, что с документами у него всё в порядке.
В начале июля 2016 года после того, как сборная России досрочно покинула чемпионат Европы, большой резонанс в СМИ получило видео вечеринки в ночном клубе Twiga в Монте-Карло, в которой принимали участие Кокорин и Павел Мамаев. После этого Кокорин был переведён в состав «Зенита-2».

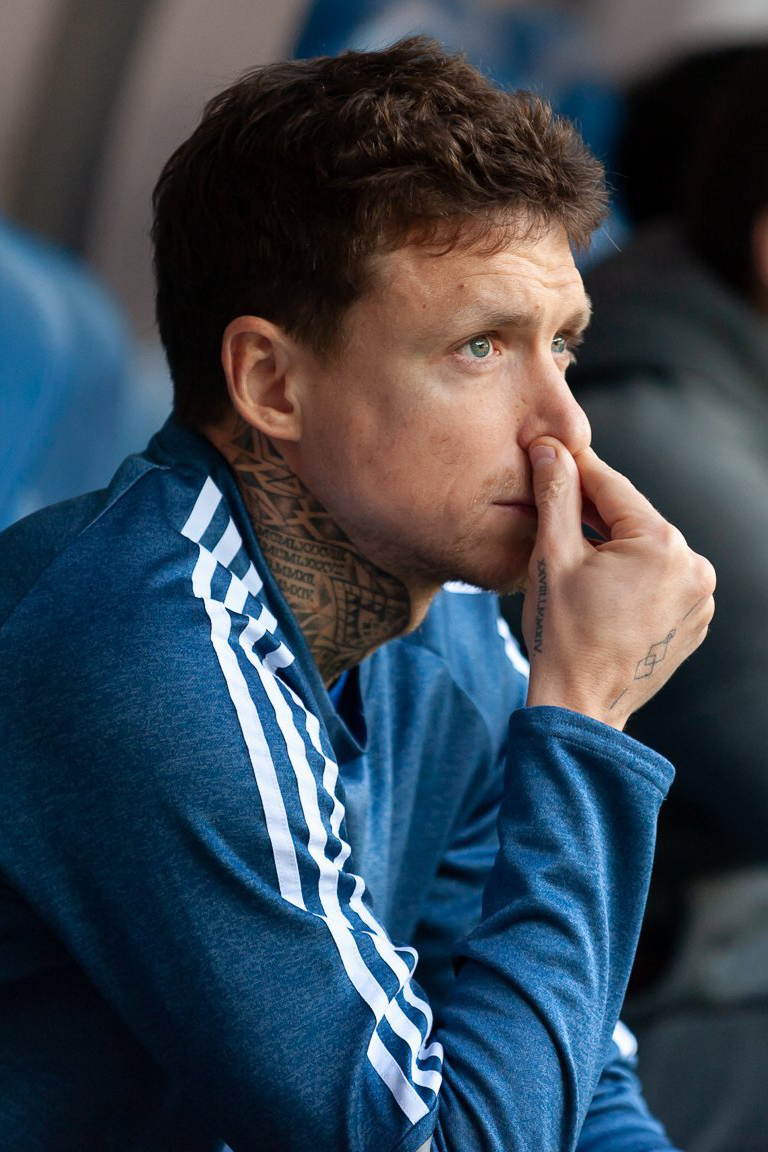
Павел Мамаев

В январе 2017 года Кокорин во время отпуска в жарких странах выложил фотографию в футболке с изображением наркобарона Пабло Эскобара. В марте того же года он был лишён водительских прав на четыре месяца за езду по встречной полосе в Москве. Летом, сразу после вылета сборной России с Кубка конфедераций, Кокорин вместе с Артёмом Дзюбой выложили видео, на котором они подносят руку над губой, изображая усы. Кроме того, кадр сопровождала подпись «мэсседж» — слово, которое использует главный тренер сборной России Станислав Черчесов. Многие расценили этот жест как подкол тренера, так как Черчесов не вызвал в сборную ни Кокорина, ни Дзюбу. В декабре 2017 года Александр попал в скандал на свадьбе Алана Чочиева в Северной Осетии. Футболист выложил в сеть видео, на котором он поздравляет жениха под выстрелы из пистолета.
7 октября 2018 года, после матча «Зенит» — «Краснодар» в Санкт-Петербурге Кокорин вместе со своим другом, полузащитником краснодарского клуба Павлом Мамаевым, отправился на «Сапсане» в Москву. Они собирались отметить 10 лет дружбы. Вместе с Александром Протасовицким и младшим братом Кокорина Кириллом они отправились в ночной стриптиз-клуб «Эгоист Пекин» около метро «Маяковская». 8 октября 2018 года около 7 часов утра Кокорин, его брат Кирилл, Павел Мамаев и Протасовицкий избили гражданина Беларуси Виталия Соловчука, работавшего водителем и ожидавшего около гостиницы «Пекин» ведущую программы «Доброе утро» «Первого канала» Ольгу Ушакову. Соловчук получил сотрясение мозга и черепно-мозговую травму, попал в реанимацию городской клинической больницы имени Боткина. Несколько позже, около 9 часов утра, Кокорин и Мамаев устроили драку в кафе «Кофемания» на Большой Никитской улице, жертвой которой стал директор департамента автомобильной промышленности и железнодорожного машиностроения Минпромторга России Денис Пак. По обоим эпизодам полиция возбудила уголовное дело по статье 116 УК РФ «побои».
10 октября 2018 года МВД переквалифицировало статью «побои» в отношении Кокорина на статью 213 УК РФ «хулиганство». При этом футболист не явился в назначенное время (13:00, 10 октября 2018) на допрос в полицию; было объявлено, если Кокорин не явится на допрос до 18:00 того же дня, то МВД намеревается объявить футболиста в федеральный розыск. К 19:30 10 октября Кокорин явился в отдел полиции для проведения следственных действий. 11 октября 2018 года по решению Тверского районного суда города Москвы арестован на два месяца. 18 октября ему были предъявлены обвинения по статьям 116 УК РФ «побои» и 213 УК РФ «Хулиганство». 5 декабря 2018 года, а затем 6 февраля и 3 апреля 2019 года срок содержания Кокорина под стражей продлевался. 21 декабря Кокорину и Мамаеву следствием дополнительно было предъявлено обвинение по более тяжкой статье 115 УК РФ «Умышленное причинение лёгкого вреда здоровью».
8 мая 2019 года Пресненский районный суд города Москвы приговорил Александра Кокорина к одному году и шести месяцам лишения свободы с отбыванием наказания в колонии общего режима. 13 июня 2019 года Мосгорсуд в рамках апелляционного рассмотрения дела по ходатайству прокуратуры уточнил приговор Пресненского суда Москвы, квалифицировав преступление по пункту «а» ч. 1 ст. 213 УК РФ; в остальной части приговор оставлен без изменения. 4 июля 2019 года был этапирован в колонию в Белгородской области. 6 сентября был освобождён по процедуре условно-досрочного освобождения.
23 июня 2021 года суд обязал Кокорина выплатить 50 000 рублей избитому водителю Виталию Соловчуку — в качестве компенсации морального вреда.

## Фильмография
- Сериал «Физрук» — в роли самого себя.